# Ферузо Віктор Григорович

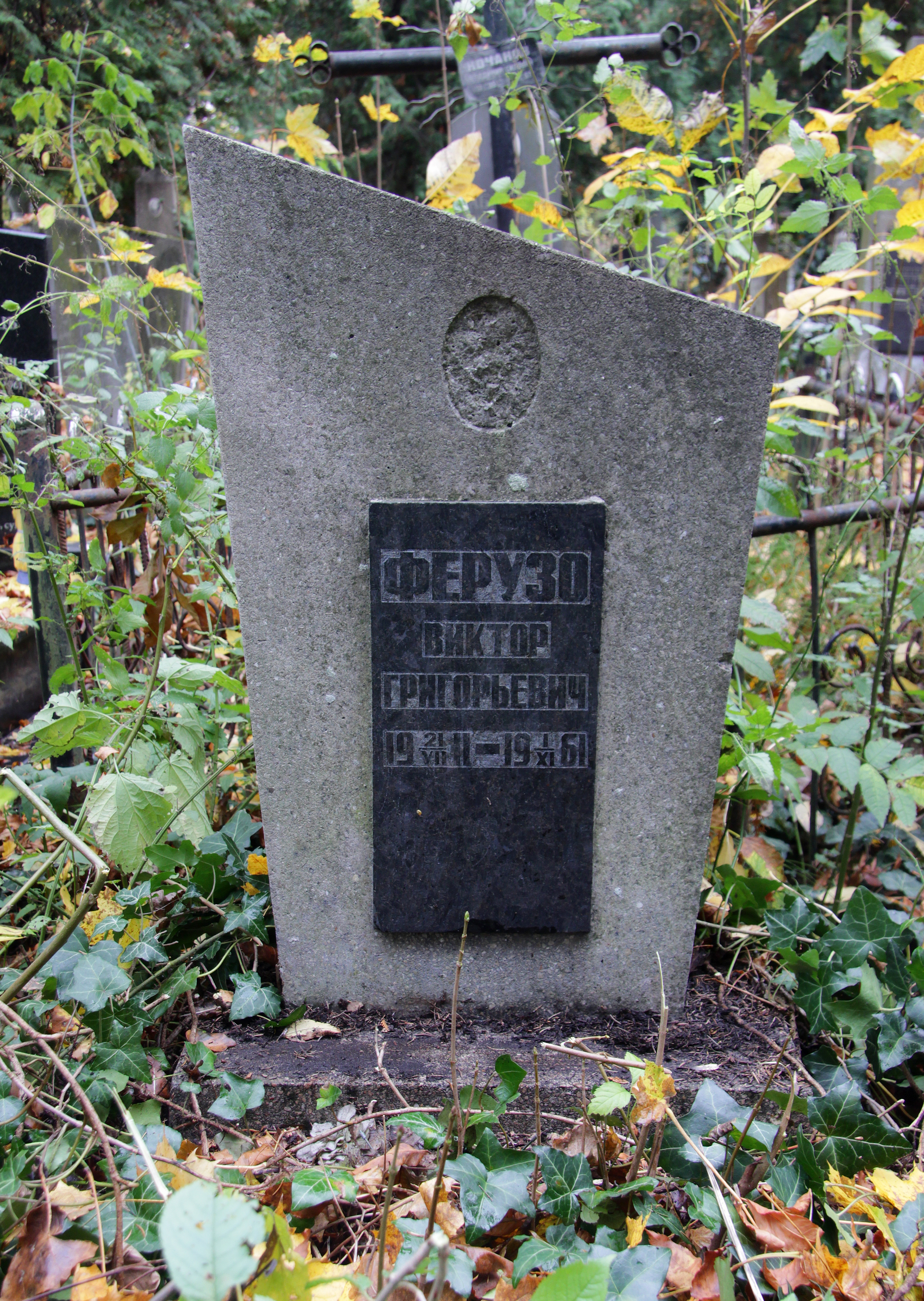

Віктор Григорович Ферузо (рос. Виктор Григорьевич Ферузо; нар. 21.07.1911 — пом. 01.11.1961) — радянський футболіст, воротар. По завершенні ігрової кар'єри — футбольний суддя.
У складі ростовського «Буревісника» провів один матч кубка СРСР 1936 року. В 1/64 фіналу команда Ферузо поступилася столичному «Інфізкульту» (0:3). В сезоні 1939 року провів десять матчів за ленінградський «Авангард», який виступав у «групі Б».
Суддя всесоюзної категорії (1960), представляв Львів. Провів 1 гру у вищій лізі Радянського Союзу — в сезоні 1957. До 1960 провів ще шість матчів як головний арбітр і три — як лайсмен.
Помер у Львові , похований на 84 полі Личаківського цвинтаря.